# Miramar (Buenos Aires)
Miramar es una ciudad costera argentina situada en el sudeste de la provincia de Buenos Aires. Es la cabecera del partido de General Alvarado y un importante centro turístico. Se encuentra a 46 km de Mar del Plata y a 450 km de la ciudad de Buenos Aires.
Fue fundada en 1888 por Fortunato de La Plaza, dueño de una estancia ubicada en el lugar del establecimiento de la población que originalmente se llamó "Mira Mar" cambiando su nombre al actual debido a un error en la señalización de la estación de ferrocarril.
Miramar destaca por su ambiente natural, su entorno familiar y su diseño urbanístico. En cuanto a lo primero, posee amplias playas gracias a una serie de barreras costeras que impiden el avance del agua por sobre la costa, tal como ocurre en muchas otras ciudades costeras argentinas.
Además la ciudad ofrece diferentes alternativas culturales, museos, teatros y fiestas populares, y ofertas educativas en todos los niveles de la enseñanza, como así también medios de comunicación que mantienen a los pobladores y turistas informados.
Varios servicios de transporte terrestre la conectan con otras localidades de Argentina utilizando dos rutas provinciales que cruzan la ciudad. Posee un aeródromo que permite el aterrizaje de aeronaves particulares y no posee un servicio de transporte público local.

## Historia

### Fundación
En 1870 Andrés De La Plaza poseía la estancia «El Saboyardo» (nombre sugerido por el administrador de la estancia, Luis Druge, por haber el mismo nacido en Saboya, Francia), en la costa, a 48 km al sudoeste de Mar del Plata, entre los arroyos «El Durazno» y «La Totora». El predio quedaba ubicado en su totalidad en el Partido de Balcarce. En 1878 al fallecer Andrés De La Plaza, se hace cargo de la estancia su hijo, Fortunato.
En 1879 se crea el partido de General Pueyrredón, cambiando de jurisdicción el paraje del Partido de Balcarce al Cuartel V del Partido de General Pueyredón. José María Dupuy, cuñado de De La Plaza, propone la idea de fundar un pueblo balneario. El proyecto es realizado por el ingeniero Rómulo Otamendi, quien envió para realizar la mensura al agrimensor Eugenio Moy. Así es que Moy y Dupuy procedieron a la confección del plano, y a la delineación de calles, ubicación de plazas, quintas, etcétera, regresando a Buenos Aires para terminar con Otamendi el plano del futuro pueblo. Se tomó como base de trazado al de la ciudad de La Plata, fundada cinco años antes. Para el nombre del pueblo se eligió el de Mira Mar.
En enero de 1888 regresan al lugar Eugenio Moy y José María Dupuy para realizar el amojonamiento del futuro pueblo. Además, quedaron señalados los lugares en que habrían de erigirse los edificios públicos de Mira Mar. Una vez realizados los planos Fortunato de La Plaza presentó una nota solicitando autorización para fundar la localidad. Finalmente, en septiembre, los planos son aprobados y reconocido como parte del Partido de General Pueyrredón.
El 21 de febrero de 1888 De La Plaza trajo a sus conocidos a conocer la población, lo que dio lugar a notas en los medios escritos dando a conocer la lista de personas ilustres que arribaron a este lugar, y además en esta época se comienzan a construir las primeras edificaciones, entre ellas los primeros comercios, edificios judiciales y policiales, además las sedes de algunas sociedades de fomento como la Sociedad Española de Socorros Mutuos, la escuela, el telégrafo y la usina eléctrica. Y durante 1889 se inicia la construcción de la iglesia de Miramar, en un terreno cedido por De La Plaza, quien donó los fondos para dicha obra. A petición suya, la iglesia recibió por Patrono al Apóstol San Andrés. También se establecen los primeros almacenes de ramos generales y fondas lo que incentivó la llegada de un mayor número de habitantes.
Para lograr el desarrollo del incipiente pueblo balneario, era necesario lograr la autonomía municipal. El 29 de septiembre de 1891, luego de los trámites necesarios, se crea oficialmente el Partido de General Alvarado, con asiento en Mira Mar.

### Década de 1900
El crecimiento del pueblo como balneario provocó la necesidad de turistas que visitaban Mira Mar de tener un lugar donde cambiarse luego de un día en la playa, en un principio un vecino poseía una casilla que trasladaba todos los días desde las barrancas hacia la playa, y para 1910 se construyó el primer muelle en su extremo. Después de 1905 se inició la construcción de una rambla de madera, con varias casillas de madera. Además en el inicio de la década de 1900 se estableció el primer hotel, el Hotel Argentino, en la intersección de lo que posteriormente serían las calles 9 de julio y 20.
En 1908 se sanciona la ley nacional 5535/08, la cual concedió al Ferrocarril del Sud la autorización para la prolongación de ramales existentes y creaciones de nuevos, entre los que se encontraba uno que llevaba a Mira Mar. Finalmente el primer tren llegó al pueblo en 1911, en la estación de ferrocarril construida el cartel decía: "Miramar" sin separaciones lo que derivó en reclamos de los vecinos pero ese cartel nunca fue reemplazado lo que originó que con el transcurso del tiempo y la costumbre popular se escriba el nombre de la ciudad de esa manera.
En 1911, además, se construyó el primer edificio que funcionaría como municipalidad y la rambla y el muelle fueron arrasados por un temporal.
En noviembre de 1942 la ley 4853 declaró ciudad a Miramar lo que significó que fuera adquiriendo importancia en forma lenta pero progresiva.
La segunda rambla era más grande que la anterior, y contaba con diversos servicios. Así se convirtió en el centro de la vida social del pueblo. Sin embargo, esta también fue destruida, primero en 1923 por un incendio, y luego en 1929 por un temporal. Así inició la construcción de la tercera rambla, esta vez de material. Finalmente y en 1955, ante el deterioro de la rambla, esta fue demolida para la construcción del Paseo Costanero, un murallón que se extendía entre la Avenida 9 y la Calle 21. El actual Frente Marítimo surgió en 1980, siendo este la última modificación al Paseo Costanero. Se extendió desde la Avenida 9 a la Calle 27 y las casillas de madera se reemplazaron por construcciones de material.

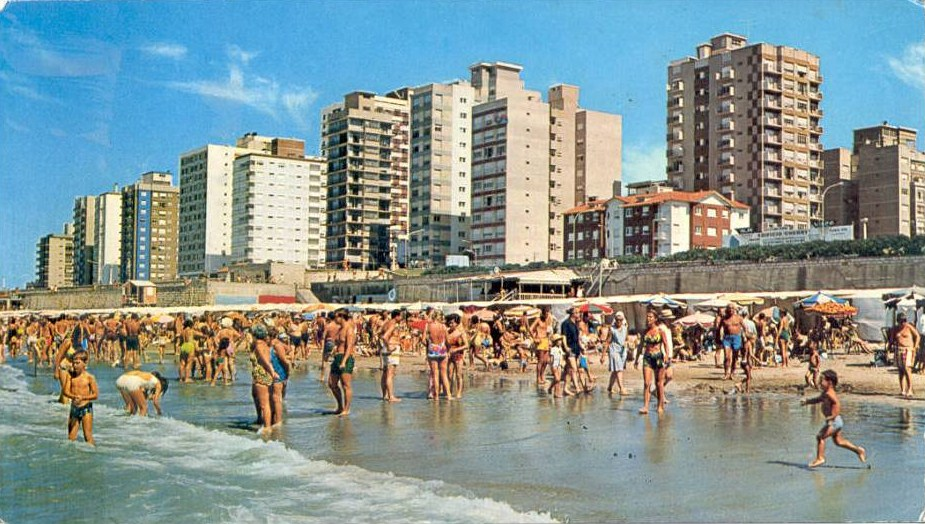
Playa y edificios en la década de 1970.

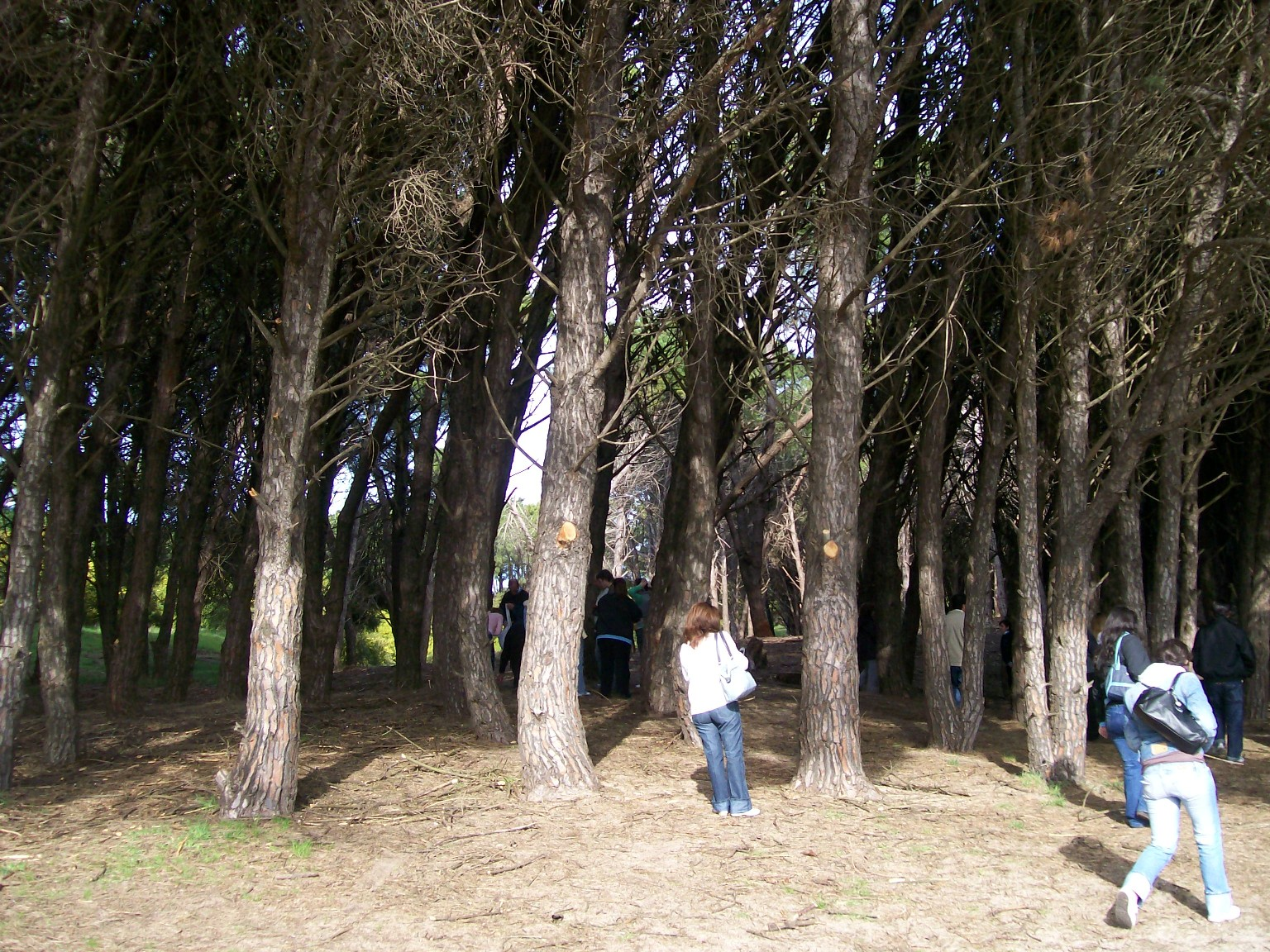
Vivero Dunícola de Miramar.

## Toponimia
El nombre de Mira Mar, entre otros, fue sugerido por José María Dupuy en el año 1879, siendo este elegido por Fortunato De La Plaza. Como dato curioso, De La Plaza escribió: «De los nombres propuestos, me quedo con Mira Mar. Aunque no sé la importancia que tendrá como balneario el Miramare (de Trieste) del Archiduque de Austria, sólo hará falta que fije su residencia en el nuevo un Maximiliano para darle nombre».
Cuando fue creada la estación del ferrocarril, en el año 1911, se coloca un cartel que rezaba Miramar. A pesar de las protestas de los pobladores, el cartel no fue retirado, y la costumbre determinó que con los años, se terminara escribiendo el nombre sin separaciones.

## Demografía
Cuenta con 29,433 habitantes (Indec, 2010), lo que representa un incremento del 21% frente a los 24,317 habitantes (Indec, 2001) del censo anterior. Conforma un aglomerado urbano junto a la localidad de El Marquesado del partido de General Pueyrredón, sumándosele 196 habitantes (Indec, 2001) de esta población. Dicho aglomerado recibe el nombre de Miramar-El Marquesado. Su actual población según los datos del último censo data de 29,629 habitantes (Indec, 2010)
| Gráfica de evolución demográfica de Miramar entre 1895 y 2010 |
|                                                               |
| Fuentes: INDEC                                                |

## Geografía

### Ubicación
Miramar está ubicada en la costa del océano Atlántico, al sudeste de la provincia de Buenos Aires y a 450 km de la Ciudad de Buenos Aires. Llegando por la Autovía 2 hasta Mar del Plata, a sólo 45 km al suroeste, y unida a ésta por la Ruta Provincial 11, un camino bordeado de vegetación y mar. También se puede acceder desde la Ruta Provincial 88 tomando la intersección con la ruta provincial 77.
Se posibilita además transporte por ómnibus, con una terminal de última generación inaugurada en 2011, ofreciendo servicios durante todo el año pero en especial en temporada estival. Por último la ciudad posee un aeródromo localizado en la ruta provincial 77 que cuenta con una pista de 1850 metros y una torre de control inaugurada en 1997 permitiendo el arribo de pequeñas aeronaves.

### Urbanismo
Originalmente la localidad tenía el recinto urbano y la zona semirrural destinada a proveer alimentos separados por una franja de setenta y cinco quintas tanto para huertas como para residencias de aproximadamente dos hectáreas. Y además tenía cien unidades (que eran cuadrados de 190,54 m de lado los más pequeños hasta cuadrados de 400 a 580 metros los más grandes, eran más extensos cuanto más lejos estaban de la zona urbana. El trazado inicial era de 2177 lotes con dimensiones mínimas de 17,32 metros de frente, conformando 14 cuadras de lado, formando 196 manzanas con dos avenidas en el centro, y ambas arterias se cruzan en forma perpendicular en sus centros, en dicho lugar hay cuatro plazas. De cada vértice del cuadrado que conforman cada una de las plazas se originan diagonales en dirección a los puntos cardinales. Con esta planificación urbana en el año 1888 se podía habitar esta localidad, con todas las comodidades, a un total de 10585 habitantes y otros 880 habitantes podían vivir en la zona semirrural.
A principios del siglo XX las construcciones eran casonas de paredes gruesas de ladrillo, ventanas altas y las fachadas corridas sobre zona de vereda, en la década de 1910 aparecieron los primeros chalets con tejas rojas cambiando el paisaje en la costa del mar y la zona comercial.  Por miedo a las mareas las construcciones se hacían alejadas de la costa más allá de la Avda. 26. En 1924 se construyó el primer chalet sobre la costa que se llamó Mamapina que por ser al momento el único se distinguía entre los demás.
En la década 1930 a 1950 se construyeron más chalets sobre la costanera (al sur de la Av. 23), y se proyectó el asfalto sobre más de cien cuadras además de construirse cercos y veredas en 1947.. Y en 1950 se iniciaron las construcciones en los barrios de la localidad, especialmente hacia el norte, el barrio de Parquemar, se construyó un puente en la Av. 26 cruzando el arroyo Durazno, y se edificó el barrio de Copacabana con algunas edificaciones aisladas y el interior de la ciudad.
Se dictaron varias normativas para regular el desarrollo edilicio de la ciudad, una de ellas el 25 de octubre de 1949 denominado "Reglamento General de Construcciones" complementado en 1952 por la ordenanza del 8 de septiembre de 1952 que regula la construcción de cercos y veredas y por la ordenanza 114 del 3 de agosto de 1953 que creó una Comisión de Urbanización para regular el desarrollo edilicio. Pero la presión de emprendimientos inmobiliarios provocó el crecimiento en la construcción de edificios de propiedad horizontal concentrados excesivamente cerca del mar y el loteo de terrenos más lejos de la zona céntrica, teniendo que abandonarse el plan urbano original.
En 1979 de la ordenanza 22 reguló que solo se podía construir edificios de gran altura sobre las avenidas, a ciudad posee siete. En las calles interiores sólo se permiten chalets de baja altura. Algunos edificios bajos se pueden encontrar en las calles del centro y las diagonales.
La ciudad se destaca tanto por el trazado de sus calles como por la zonificación de las parcelas. La ciudad posee cuatro diagonales que confluyen a cuatro plazas centrales, al igual que dos avenidas y una calle peatonal de gran movimiento comercial que une las plazas centrales con la Avenida Costanera. En las calles interiores sólo se permiten chalets de baja altura. Algunos edificios bajos se pueden encontrar en las calles del centro y las diagonales. De esta manera, Miramar posee una costanera llena de edificios, pero manzanas internas repletas de casas bajas. Adicionalmente vale mencionar que todas las calles, salvo las diagonales y la Costanera, se encuentran numeradas: los números pares son paralelos a la costa y los impares perpendiculares.

#### Barrios de Miramar
- Barrio Centro (dividido en 4 zonas: Zona 1, Zona 2, Zona 3 y Zona 4)
- Barrio Los Patricios
- Parquemar
- Las Lomas de Miramar
- Parque Bristol
- Arenas de Oro
- Villa Golf
- Barrio Copacabana
- Barrio Oeste
- La Baliza
- Las Flores
- Barrio Aeroparque
- Las Palmas
- San Martín
- Belgrano
- Barrio El Progreso
- Barrio El Paraíso
- Los Pinos
- Marín
- 25 de Mayo

### El muelle de pescadores

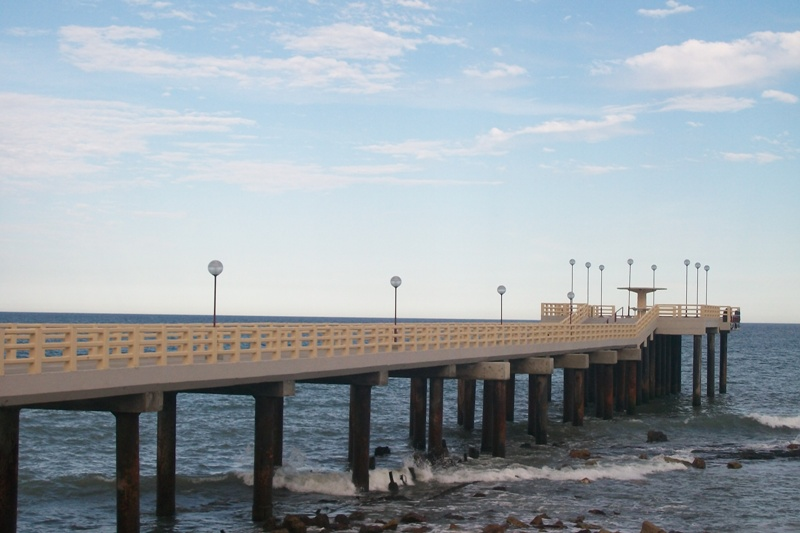
El Muelle de Pescadores.

Luego de una efímera construcción en 1910, se construye otro en el año 1917 a pocos metros del actual muelle. Su estructura era de madera. Y por esta razón, no pudo, al igual que la primera, soportar los embates climáticos de la zona.
El 23 de junio de 1922, el gobierno nacional sancionó el decreto de autorización de una obra la cual consistía en la construcción de un muelle de material. Tras una revisión de dicho decreto, finalmente se aprobó en el año 1926.
El proyecto inicial hacía constar al muelle de una estructura de hormigón armado, con dos tramos iguales y una extensión total de 180 m. Cuya idea principal consistía en un enrocamiento para hacer sotavento a embarcaciones de pesca para refugio de las mismas, en caso de ser sorprendidos mar adentro por malos tiempos.
Estuvo a cargo de una empresa constructora de origen alemán, que no llegó a cumplir la totalidad del plan original por dificultades insalvables que presentó la obra, sumadas a un par de violentos temporales que destruyeron unos 80 metros aproximadamente de la obra, la cual quedó reducida al tamaño actual.
Esta serie de acontecimientos impidió concretar la idea principal del muelle, quedando como simplemente un muelle de pesca.
El muelle fue puesto en valor en el año 2012, sumándose el morro nuevo (con facilidades para pescadores deportivos), así como todos los pilotes de acceso y de la cabecera.

### Espacios verdes de la ciudad
Miramar posee varias plazas: la Plaza Cívica Malvinas Malvinas es una de las cuatro plazas centrales de la ciudad. En ella se ubica una bandera argentina, las banderas de las distintas colectividades residentes en General Alvarado, además en ella se encuentra la talla de árbol «Madre Naturaleza». También cuenta con la Plaza de las Artes que es la segunda de las cuatro plazas centrales de Miramar, allí se pueden encontrar el Anfiteatro Lolita Torres y la Feria de Artesanos. También la Plaza de Juegos que es la cuarta plaza central de Miramar, en ella se encuentran diversos juegos para niños, además de bancos para sentarse y en verano se instalan en la placita juegos inflables. Además está la Plaza de los Inmigrantes en la Avenida 9 esquina Avenida Costanera, se ubica en la entrada al centro de la ciudad, en ella se encuentra el monumento a los inmigrantes y el monumento a los niños. Además cuenta con la Plaza Bicentenario ubicada en la Avenida Costanera y Avenida 37, tiene tres mástiles: Uno con la bandera argentina, otro con la bandera provincial y el tercero con la bandera de General Alvarado, en ella se encuentra la Cápsula del Tiempo del Bicentenario 2010-2100 con objetos de la época del 2010. Será abierta en el 2100. La Plaza de la «M» está ubicada en la calle 9 de Julio esquina Costanera. En ella se encuentra una estatua de la «M» de Miramar. Además hay allí un circuito aeróbico, bancos para sentarse y una bajada pública hacia una Playa del Centro. El Playón Polideportivo es la tercera plaza central de la ciudad, allí se encuentra el Skatepark Miramar (uno de los más importantes de Argentina para la práctica del skate, con una profundidad máxima de 3,05 m en la olla principal), en la plaza existe además un playón para básquet y un circuito aeróbico. También se encuentra la Feria de Micro Emprendedores de General Alvarado.

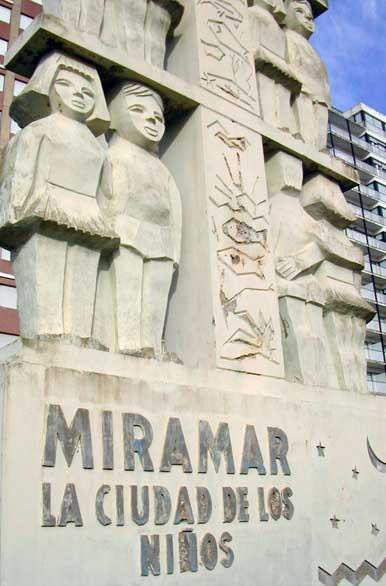
Monumento a los niños en la Plaza de los Inmigrantes.

También hay varios parques: El Parque de la Memoria, en la Zona norte de la ciudad, es un gran espacio verde con juegos infantiles, bancos para sentarse y grandes árboles. En ella se encuentra ubicada la Casa de la Historia y la Cultura del Bicentenario. Y cerca del mar, sobre la avenida 9, se encuentra el Parque de los Patricios. Es un espacio verde creado por el hombre aprovechando un ensanche natural del cauce del Arroyo El Durazno en pleno casco urbano de Miramar. Posee un pequeño lago artificial donde se pueden pescar con los niños, así como juegos y botes de alquiler. Además, enfrente del lago, se encuentra una pequeña plaza de juegos para los niños. En las cercanías, siguiendo el curso del Arroyo El Durazno hacia el mar, se encuentra el Paseo del Estudiante «Manolo Duarte», una calzada iluminada y parquizada para el recorrido de los jóvenes hacia los institutos educativos cercanos, así como el Anfiteatro Municipal José Hernández, con capacidad para 3 000 espectadores, el Parque de la Bienal de Arte, con 28 murales realizados por grandes maestros de la Argentina y el mundo, el Natatorio Municipal (con su piscina federada para las competencias provinciales y nacionales que todos los años se disputan en sus instalaciones) y el Polideportivo Municipal Néstor Kirchner, espacio destinado a la práctica deportiva bajo techo, con facilidades para la práctica del básquet, balonmano y vóley, entre otros deportes, así como para la realización de espectáculos y eventos culturales.

### Clima
El clima de la ciudad está influenciado por su condición de ciudad costera, siendo la media anual de 14°, con máximas de 34° y mínimas de 0º. Además las precipitaciones son abundantes con una media anual de 932,6 mm, una cantidad de agua que favorece las actividades agropecuarias. Desde noviembre a marzo se producen las mayores precipitaciones, y los vientos son del oeste y del sudoeste.
Las mareas son desiguales por la mañana, la bajamar suele durar aproximadamente 6,45 horas. La sal en el agua suele variar entre 33% y 35%, y la temperatura del agua es de un promedio de 9,5° en invierno y 21,2° en verano.

### Médanos
Cuando se fundó, la ciudad era un depósito natural de arena. Las intervenciones del hombre y las condiciones climáticas naturales originaron un fuerte desplazamiento de arena, las playas céntricas tenían un barranco que delimitaba la zona de tierra y la de arena y al norte existían dunas sobrepasando el nivel de las calles y que ayudaban al mantenimiento de las playas.
En la época de la fundación de la localidad los médanos constituían un problema porque obstruían las viviendas y arruinaban los campos utilizados para la siembra provocando grandes pérdidas económicas, para contrarrestar este inconveniente se introdujeron especies de árboles en la zona para inmovilizarlos, y en 1923 se creó el vivero dunícola que posteriormente recibió el nombre de Florentino Ameghino.

### Flora y fauna
En la ciudad existen diferentes especies vegetales introducidas con el propósito de fijar los médanos y se creó un vivero dunícola que posteriormente se convirtió en una estación experimental para estudiar la utilización de especies vegetales para inmovilizar los médanos. Entre las especies vegetales que habitan la zona se encuentran pata de perdiz, cebadilla, paja colorada, pasto miel, pasto ilusión y poa.
En la zona se encuentran especies de pastos duros como la flechilla, pastos puna, la cola de zorro, la paja brava, el pasto salado, la carda serrucheta, el espartillo y los matorrales de curro.
También para ayudar a la fijación de los médanos hay diferentes especies de árboles introducidas: diferentes especies de eucaliptus (Eucaliptus globulus, Eucaliptus cinerea, Eucaliptus rostrata), la acacia negra, el pino marítimo, el pino común, el pino piñero, el pino de alepo, el pino negro del Japón, el pino de las canarias, la acacia, acacia australiana, Mioporo, varias especies de ciprés (Cupressus lambertiana, Cupressus macrocarpa, Cupressus lusitanica y Cupressus sempervirens), colletia, ligustro, malvavisco, dos especies de tamarisco (Tamarix africana y Tamaris gallica), oruga marítima, Cedro de Himalaya,  Casuarina y álamo.

## Deportes
En la ciudad se encuentra la sede de la Liga de fútbol de General Alvarado, una liga de fútbol amateur de 6.ª división. Los equipos más populares de la ciudad son el Club Atlético Defensores de Miramar y el Club Atlético Miramar. Otros equipos populares son, Club Atlético Amigos Unidos, Club Atlético Once Unidos y Club Atlético Sud América.
Al oeste del Vivero Dunícola, se encuentra el Estadio General Alvarado. Cuenta con accesos desde la continuación de la Avenida 40 o desde la continuación de la Avenida 26. En el año 2010, se realizaron en el remodelaciones para mejorar su presentación.
Otro deporte muy popular en la ciudad es el skateboarding o skate. Muchos adolescentes de la ciudad practican este deporte por las calles y hay numerosos comercios de venta de monopatines, rulemanes, ruedas, etc. En la plaza denominada Playón Polideportivo, se encuentra el Skatepark Miramar «Gastón Bustamante» que actualmente se encuentra en construcción, pero ya está construido el bowl, donde cientos de patinadores se reúnen a practicar.
En el aeródromo local, se encuentra la sede del Aero Club Miramar, en la cual, entre otras actividades aeronáuticas, se practica el aeromodelismo. Anualmente se realiza el Festival de Aeromodelismo, con presencia de pilotos de Buenos Aires, Mar del Plata, Tandil, Bahía Blanca, entre otros.
El medio de transporte más popular de la ciudad es la bicicleta. Muchas personas practican ciclismo en el Vivero Dunícola. Es usual que distintas bicicleterías de la ciudad organicen excursiones en bicicleta por el Vivero
El surf es unos de los deportes más practicados del lugar. Gana popularidad a raíz de las condiciones oceánicas que hacen del mar un lugar perfecto para practicarlo.
La ciudad de Miramar cuenta también con un club de golf, Miramar Golf Club. Fundado en 1927 cuenta con una cancha de golf de 18 hoyos par 72 de 6432 yardas y 82 hectáreas diseñada por Percy y Aubrey Boomere, fue diseñada como una cancha de estilo cancha de tipo escocés (de piso duro, carente de árboles; siendo el rough, el viento y los búnkeres sus únicas defensas) al estilo Saint Andrew's, siendo en la actualidad una de las pocas en Sudamérica con estas características.

## Gobierno
La ciudad es la cabecera del partido de General Alvarado, y de acuerdo a la Constitución Argentina el gobierno se divide en tres poderes, el Ejecutivo, el Legislativo y el Judicial. El intendente está a cargo del Ejecutivo, con sede en la Municipalidad, al legislativo lo ejerce el Concejo Deliberante y al Judicial el Juzgado de Faltas, en lo relativo a contravenciones con alcance local como las infracciones de tránsito y habilitaciones de comercios. El cargo de intendente se renueva cada 4 años mediante votación de todos los ciudadanos mayores de dieciséis años.
El Concejo Deliberante tiene a su cargo la votación de ordenanzas que regulan la normal actividad de los ciudadanos, hay un cuerpo de concejales que cada cuatro años se renueva en las mismas votaciones que el intendente. Las infracciones a las ordenanzas emanadas por el Concejo las analiza el Juez de Faltas, un cargo que se obtiene por concurso y dura durante toda la vida del Juez, al menos que una falta grave amerite su destitución o que renuncie ya sea por jubilación o causas particulares.

Primer Peronismo en General Alvarado. 1945-1955. 
Entre 1945 y 1955 la República Argentina vive una experiencia política conocida como "el primer peronismo". Este movimiento buscaba ser una expresión colectiva y homogénea en  intereses y doctrina, donde la categoría “pueblo” se considera superior  a la de “individuo aislado”.  El Partido Peronista de General Alvarado, una vez creado, alcanzaría triunfos electorales desde 1948 (cuando se recupera el sistema democrático municipal) hasta las últimas elecciones del periodo estudiado en este trabajo, en 1954. Hasta el golpe de Estado de 1955, en todas estas elecciones, el  triunfo del peronismo fue cada vez más holgado, llegando a obtener más del 57% de los votos a nivel municipal, superando el 60% para la  jurisdicción nacional.  
Las intendencias peronistas de Juan Carlos Cassagne 1948–1950, Atilio Cámpora 1950–1951 y Marino Cassano 1951– 1955, cambiaron  aspectos institucionales y políticos en General Alvarado. Se buscó expandir la sociedad  política, favoreciendo el proceso de democratización y el acceso a la  función pública, eliminando el condicionamiento económico, como  se puede comprobar en la Ley Orgánica de las Municipalidades de  1949. Cómo fue el funcionamiento concreto y real de la Comunidad Organizada (principio filosófico del peronismo) y la puesta en práctica de la doctrina justicialista en la vida del distrito de General Alvarado; cómo se estimularon inversiones privadas y la participación de entidades civiles, no-partidarias, que interactuaron con el Estado Municipal. Durante estos gobiernos se impulsaron cambios institucionales y materiales cuyos resultados pueden apreciarse hoy en múltiples obras de infraestructura y desarrollo urbano local;  en el servicio de agua corriente, en la red eléctrica, en la sanidad, en los desagües, en el asfalto, en escuelas, en las empresas y entidades civiles creadas en esa época; en la construcción de viviendas para uso permanente y de veraneo, en hoteles, cines y locales comerciales; en galerías o espacios de recreación. Cambios que alcanzaron otras localidades del distrito como Otamendi, Mar del Sur o Mechongué, donde fueron instaladas salas de salud, oficinas de correo, sucursales bancarias, teléfonos públicos, se abrieron e iluminaron calles y se llevaron adelante obras que significaron desarrollo urbano y mejoras en la calidad de vida de la población.
El 11 de septiembre de 1948, quedó constituida la Empresa de Energía Eléctrica de General Alvarado, con el propósito de poner fin al permanente conflicto por el abastecimiento y la limitada oferta de la Usina. La obra de las “Aguas Corrientes” en Miramar y su emblemático Tanque, cambió notoriamente  la calidad de vida de los habitantes como centro urbano y turístico de calidad sanitaria y ambiental. La obra consistió en la perforación de pozos, la instalación de centrales de bombeo, la construcción del tanque de almacenamiento y el tendido de redes domiciliarias. Contó con tres pozos de extracción, dos para servicio y uno para reserva, con una profundidad de 110 metros cada uno, el caudal que podían brindar era de 130 mil litros de agua por hora, la torre tanque tiene una capacidad de 1 millón de litros y está ubicada a 25 metros de altura. El costo fue de $4.640.000.–, para la red de agua y de $7.200.000.– para la red cloacal. Fue proyectada para abastecer a una población de 25.000 habitantes, considerando una dotación media de 300 litros por habitante por día. La longitud total de las cañerías construidas fue de 26.600 metros para cubrir 98 manzanas. Entre los años 1948 y 1955 hubo aproximadamente 1.653 obras de construcción privadas: 250 obras en 1953 y 250 en 1954 (aproximadamente); y para la primera mitad de 1955 se habían tramitado 124 permisos, basado en los informes de la Cámara Argentina de la Construcción y la Municipalidad de General Alvarado. El total de metros cuadrados, promedio, construidos por año, entre 1953 y 1954, fue de 26.000. Entre 1942 y 1953, el porcentaje de aumento de turistas fue mayor a un 600%. 
Juan Carlos Cassagne, copropietario  del  “Gran Hotel” y del “Hotel Playa”, fue el primer Intendente peronista de General Alvarado en 1948.  Atilio Cámpora, dueño del “Almacén Miramar”, ubicado frente a  la plaza central de la ciudad, fue vicepresidente del Partido Peronista  en 1947, Concejal e Intendente en 1950.  Alberto Viader, constructor y funcionario municipal, primer  Presidente del Partido Peronista en 1947 e Intendente en 1973. Marino Cassano, médico, Director del Hospital Municipal desde 1948 e Intendente desde 1951 hasta 1955, primer intendente  peronista re–electo del distrito. Carmelo Pepi, Médico de Mechongué, Comisionado Municipal  en 1946 y Presidente del Concejo Deliberante en 1950.  Carlos Perfumo, Jefe de la Estación de Otamendi, primer presi dente de la Comisión Directiva del Partido Laborista de General  Alvarado en 1945. Tesorero del Partido Peronista local en 1947.  Emilio Gallina, Farmacéutico, hijo del primer Médico establecido en Miramar, Secretario municipal y congresal de  Partido Peronista, por General Alvarado en 1949. Lucas Molina y Adolfo Molina,  cofundadores del Partido Laborista de General Al varado en Otamendi, en 1945. Integrantes del primer consejo del Partido Peronista de General Alvarado. 
En esa época,  además de la oposición política partidaria a los gobiernos peronistas,  también hubo referentes no-peronistas que tuvieron protagonismo: Pedro Belmes, médico especializado en medicina deportiva y  empresario, presidente de asociaciones civiles, responsable de la construcción del edificio Belmes: Playa I.  Osvaldo Canale, martillero, empresario, constructor, presidió la Asociación de Propietarios  de Bienes Raíces local.  José Freijo: Secretario Municipal antes del peronismo; integró y presidió numerosas entidades deportivas, asociaciones empresarias y cooperativas locales.

### Intendentes desde 1976 hasta 2017
En 1976 es designado Comisionado Municipal el capitán Roberto Pertusio, que ejerce ese cargo hasta que fue designado Juan Roberto Hirsch quien realiza el frente marítimo en el año 1980 y los desagües pluviales, antes Miramar se inundaba.
En 1983 luego del Proceso de Reorganización Nacional, el Dr. Enrique Honores fue elegido intendente del Partido de General Alvarado. Durante su periodo de gobierno, se realizaron la ruta Miramar-Mar del Sud, el camino de San Agustín-Mechongué y la red de gas natural.
En 1991 Carlos Molina ganó las elecciones a intendente. En su gestión se realizó la Escuela Media n.º 1. En 1995 Enrique Honores volvió a ser elegido como cabeza municipal.
En 2003 el justicialista Tomás Hogan ganó las elecciones. En 2007 el hijo de Hogan, Patricio Hogan triunfó en las elecciones, convirtiéndose en el nuevo intendente del Partido de General Alvarado. Se construyen en su gobierno la Terminal de Ómnibus (Av. 40 e/ 15 y 17), la Planta de Efluentes Cloacales (convirtiéndose en la primera ciudad balnearia que no vuelca contaminantes de su red cloacal al mar), y el Instituto Superior de Formación Técnica N.º 194 - ITEC Miramar, así como la Casa de la Historia y la Cultura del Bicentenario de Miramar. Se llevan adelante obras de mejoramiento, señalización e iluminación de todos los accesos a Miramar, así como la extensión del servicio de agua corriente y cloacas a los barrios más necesitados. Se extiende también el servicio de gas natural a Mechongué, e ingresa esta localidad al programa provincial «Pueblos Turísticos» para impulsar su inclusión en la oferta bonaerense de turismo rural.
Se renovó todo el frente marítimo, mediante la incorporación de luminarias, bancos, veredas y accesos mejorados.
Patricio Hogan fue reelecto al cargo, en 2011, continuando con las obras de interés público para la comunidad, como el Centro Cultural «Dima Spósito de Parodi» - Casa de la Historia y la Cultura del Bicentenario de comandante Nicanor Otamendi (antiguo Hotel Sarmiento), incorporando el microcine «Espacio INCAA», salas de exposiciones y muestras. Para 2013 es electo senador provincial y deja el cargo en manos de Germán Di Cesare.
Con el inicio de la gestión de Germán Di Césare con el sello del Frente Renovador, se ha concretado la consecución del Decreto Provincial del Sector Industrial Planificado, luego de 12 años de gestión y se ha comenzado en las localidades de Mechongué y Otamendi las gestiones para que tengan su propio UMPRO (Unidad Modular Productiva, por sus siglas). Ésta es una figura contemplada en la Ley de Promoción Industrial provincial y admite los mismos beneficios que los parques industriales, pero para poblaciones de menos de 8.000 habitantes estables y con una gestión administrativa mucho más ágil para su concreción. 
Durante su gestión, la cultura y el arte fueron protagonistas, ya que en 2013 se inició la primera Edición de la Bienal Internacional de Arte, dedicada exclusivamente al Muralismo. Un proyecto en el que colaboraron instituciones, empresas y ciudadanos del Partido de General Alvarado, y que continúa hasta el día de hoy. El encuentro convoco a artistas de importante trayectoria a nivel regional, nacional e internacional y actualmente, la Bienal Internacional de Arte ya cuenta con 6 ediciones. 
En este marco, además, se creó un Circuito Artístico Cultural, con la construcción de 14 muros sobre los cuales artistas invitados plasmaron murales realizados con las técnicas de Esgriafiado y mosaiquismo en alto y bajo relieve.

## Cultura

### Teatros, ferias y centros culturales
El Teatro Municipal Abel Santa Cruz situado en la avenida 9 entre calle 24 y avenida 26, uno de los principales polos culturales de la ciudad. Fue fundado en 2003 en un establecimiento donde anteriormente funcionaba un boliche bailable. Cuenta con una sala con capacidad de más de 200 espectadores y espacios para exposiciones. En temporada de verano hay espectáculos todos los días, muchos de ellos locales.
La Feria de Artesanos Municipal es uno de los atractivos turísticos más importantes de la ciudad. Se encuentra ubicada en la Plaza de las Artes (Calle 9 de julio entre calle 24 y avenida 26). Muchos artesanos locales conforman esta feria realizando distintos tipos de artesanías.
El Paseo de Microemprendedores de General Alvarado es muy similar a la Feria de artesanos, solo con la diferencia de que está compuesta por pequeños emprendedores locales. Se encuentra en la plaza Playón Polideportivo.
El Instituto de Ritmos Latinos Miramar, la escuela de baile en la ciudad de Miramar. Tiene su sede en el edificio de la Asociación Española de General Alvarado. La función anual del Instituto Ritmos Latinos de Miramar ha sido declarada de Interés Municipal y Cultural desde el año 2003.
El Anfiteatro Municipal Lolita Torres, está ubicado en la Plaza de las Artes. En temporada veraniega se presentan allí una gran variedad de espectáculos callejeros «a la gorra».
La Semana de la cultura en Miramar es organizada por la Mutual Cultural Círculo Italiano. Se realiza en la sede de la mutual donde se presentan distintas muestras culturales durante toda la semana.
La Feria de las Colectividades Miramar, organizada anualmente en una carpa en la Avenida 26 entre calle 9 de julio y la avenida 23, se presentan stands con muestras de la cultura de las distintas colectividades extranjeras residentes en General Alvarado.
La Bienal de Arte Miramar, organizada cada dos años agrupa artistas locales, nacionales e internacionales. Se desarrolla en marzo en la zona del anfiteatro en el Parque de los Patricios.
La Casa de la Historia y la Cultura del Bicentenario ubicada en el Parque de la Memoria. Cuenta con espacios para muestras artísticas y fotográficas, conferencias y proyecciones audiovisuales, además de salas dedicadas a la realización de talleres.

### Religión
La ciudad cuenta con una parroquia de la Iglesia católica, la parroquia de San Andrés Apóstol ubicada en el centro de la ciudad.  Además cuenta con el templo judío Beit Iaacob.

### Turismo
En el extremo sur de la bahía que enmarca la ciudad, se destaca el Bosque - Vivero Dunícola Municipal “Florentino Ameghino”. Con una superficie de más de 500 hectáreas forestadas con pinos y eucaliptos en todas sus variedades. 

#### Playas

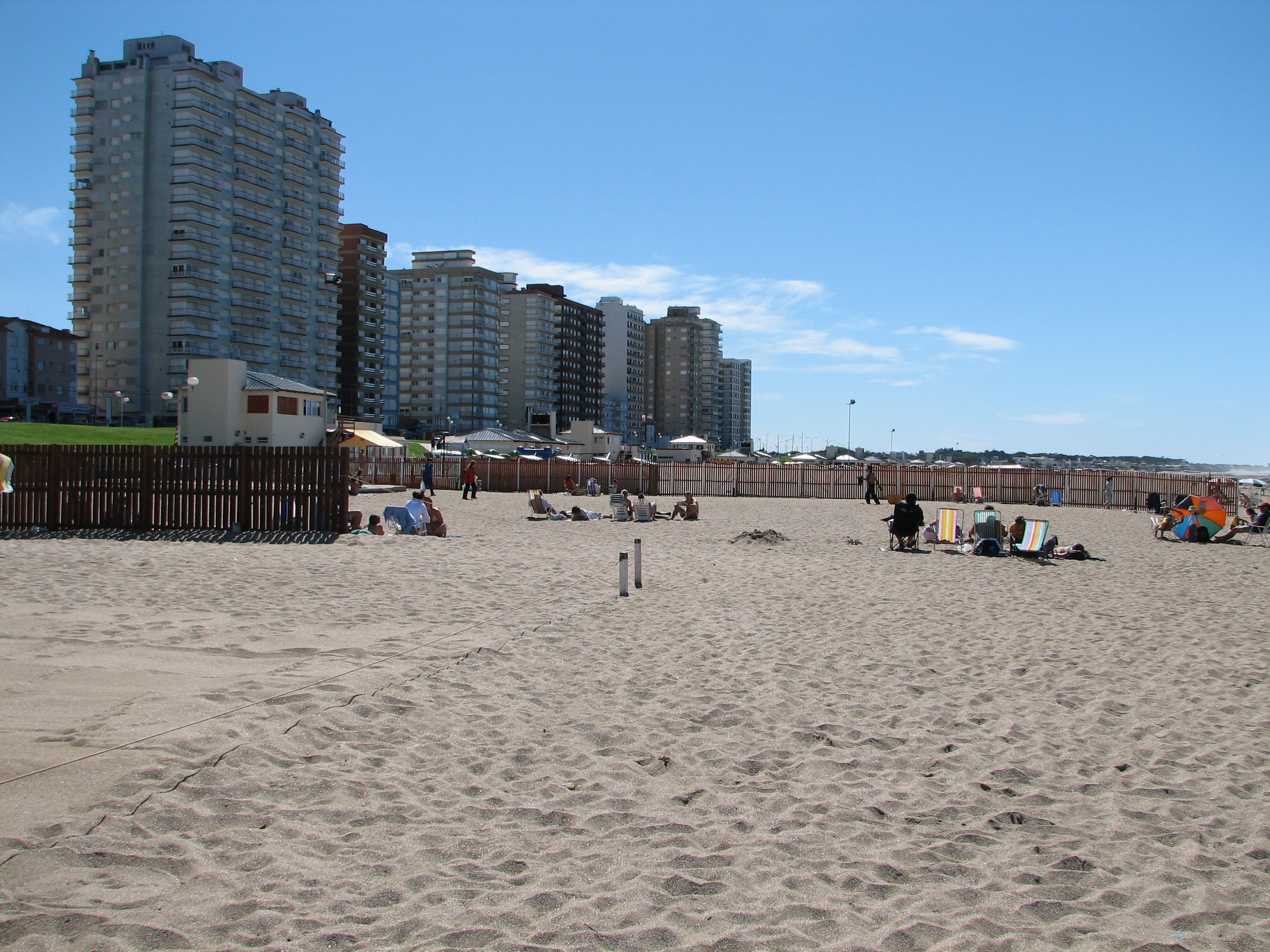
Playas de Miramar.

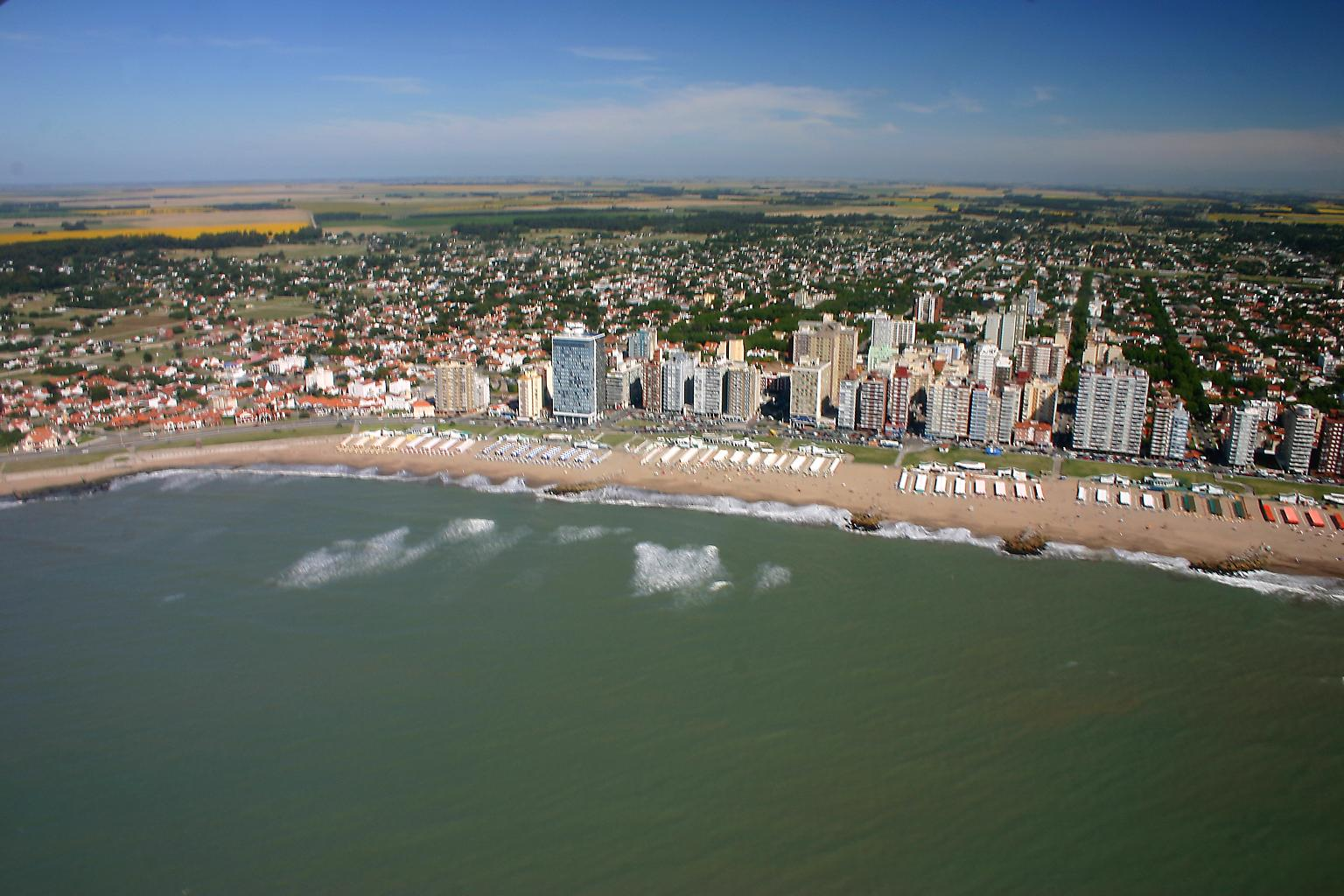
Vista aérea de Miramar.

Las playas de Miramar están divididas en dos zonas: las playas del Centro (al sur del arroyo El Durazno) y las playas del Norte (al norte del arroyo El Durazno). Son amplias playas de suave arena, desde las más cercanas al Centro de la Ciudad hasta las más tranquilas y agrestes, al norte y al sur de esta localidad.
Las playas del Centro son las más concurridas, por estar cerca del centro de la ciudad. Las playas del Norte son más tranquilas y rústicas, por estar alejadas del centro de Miramar. Muchas personas aseguran que las olas de Miramar son muy buenas para practicar surf, habiendo en la ciudad distintos puntos destacados para surfear. Otra actividad muy popular en las playas de Miramar es la pesca. Se encuentra mucha variedad de peces, como pejerreyes, sargo, corvinas, entre otros.

#### Calle 21

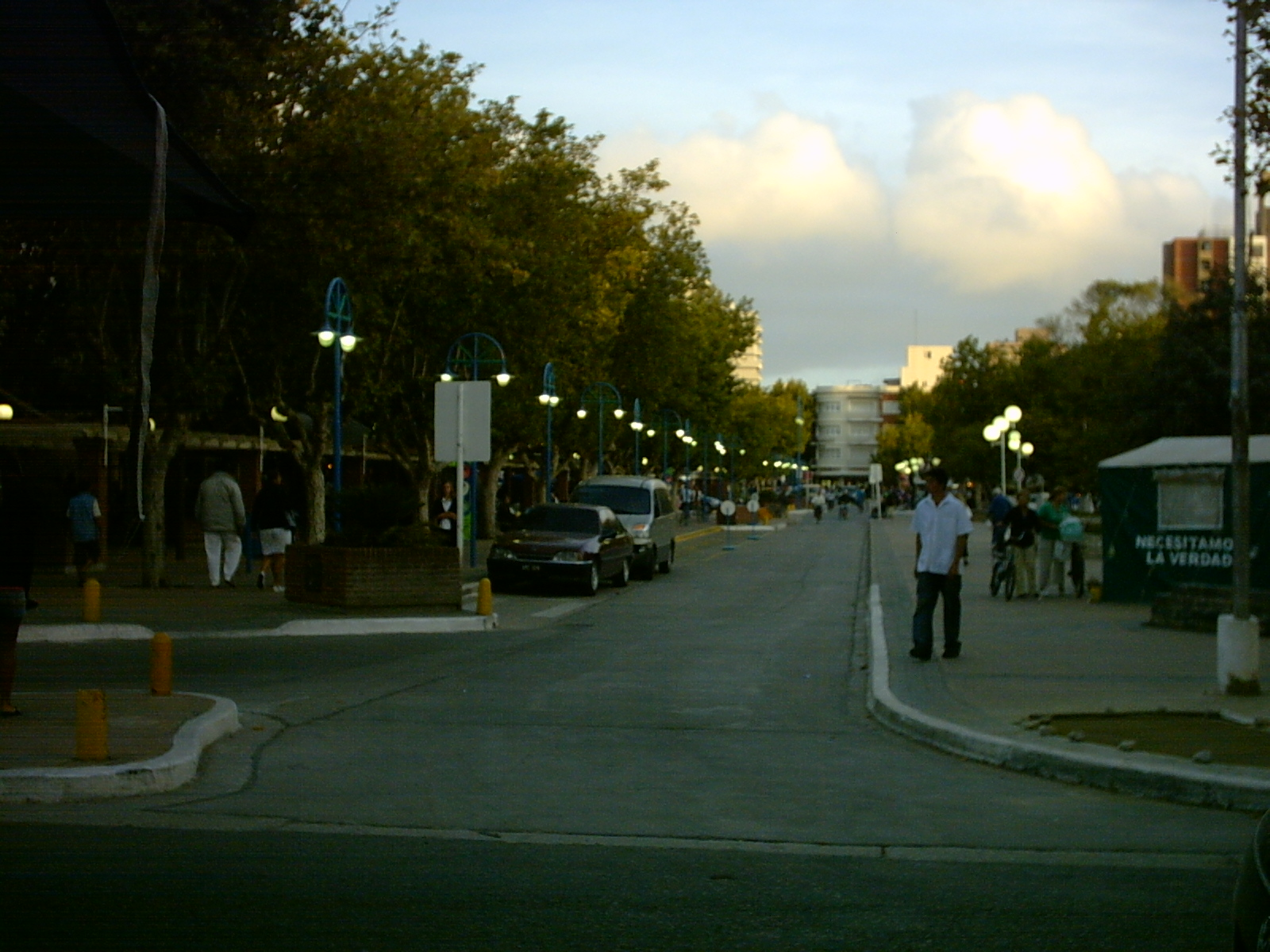
Calle 21 vista desde la calle 28.

La calle 21, también conocida como 9 de Julio, es el principal núcleo de comercios de la ciudad. En verano se cierra al tránsito vehicular y se convierte en calle peatonal, desde la Avenida 12 hasta la Calle 24. En verano, se suele encontrar a muchas personas caminando por la peatonal, tomando algo en los numerosos cafés, cenando en algún restaurante o jugando en las casas de juegos electrónicos, yendo al cine y a dos de las cuatro plazas centrales.

#### Paseo rural Mar y Pampa
Este circuito incluye diversas propuestas relacionadas con el turismo rural. Se ubica en la avenida 37, luego de su intersección con la Avenida 40 y en él se pueden encontrar establecimientos dedicados a la venta de productos artesanales y granjas educativas, entre otros.

### Museos

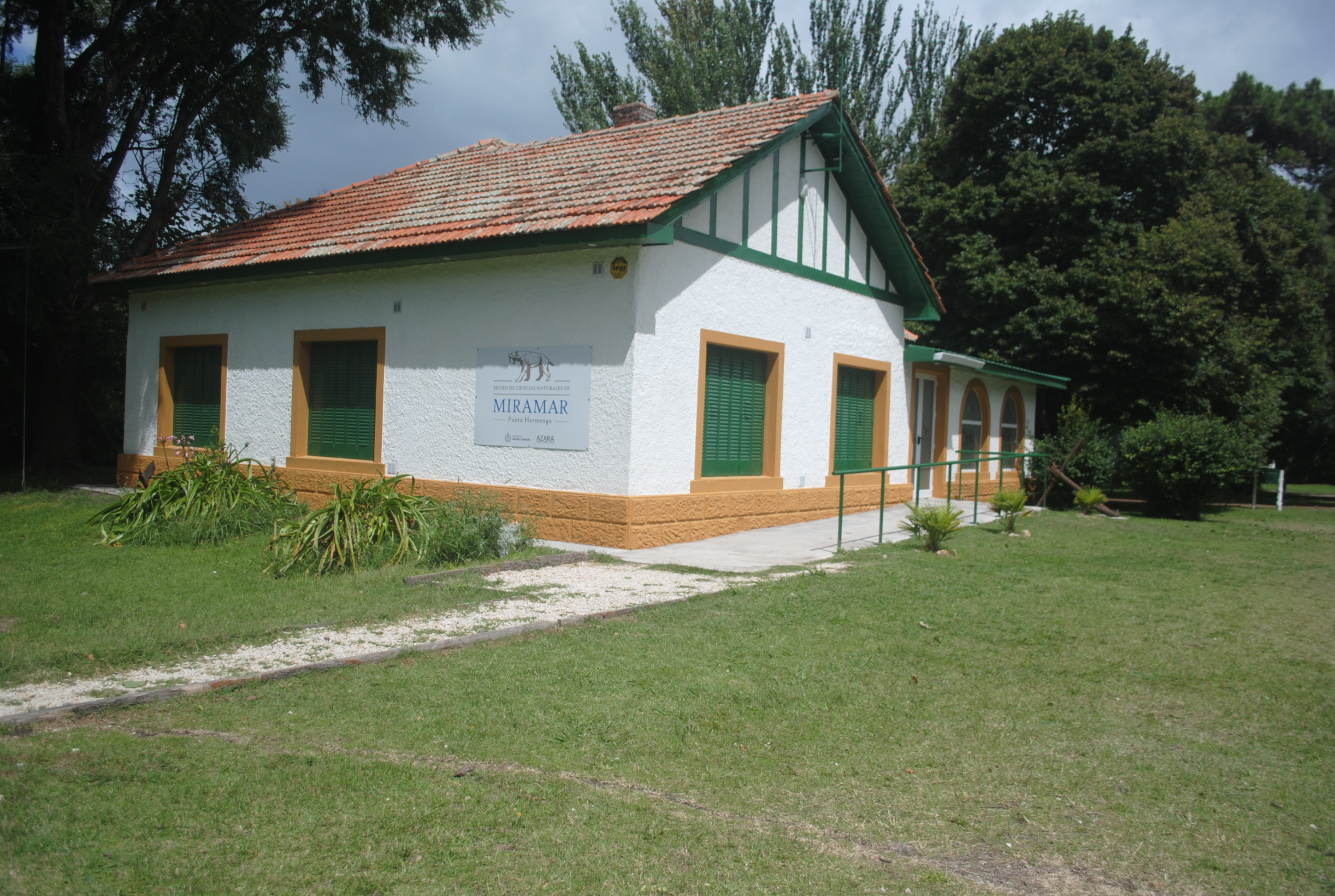
Museo Municipal Punta Hermengo

El Museo Municipal Punta Hermengo ubicado en el Vivero Dunícola está dedicado a la Historia y a las Ciencias Naturales. Entre las exposiciones que hay en este lugar se puede encontrar fotografías de los primeros años de Miramar, carros de fines de siglo, herramientas indígenas, animales embalsamados, fósiles, entre otros.
El museo de la Selva Juan Foster tiene el objetivo de preservar el patrimonio natural del partido y de otras partes del mundo, allí se exhiben diferentes especies de plantas y animales.

### Educación
En la ciudad funciona establecimientos de todos los niveles educativos: inicial, primario, secundario, terciario y universitario tanto de la órbita estatal como privados, existen jardines de infantes, varias escuelas primarias y secundarias que proveen la educación obligatoria que la ley argentina establece para todos los ciudadanos argentinos, ofreciendo una variada oferta educativa en variadas especialidades. Y además la Universidad de La Plata posee una extensión de su Facultad de Periodismo y Comunicación Social para aquellos interesados en continuar su preparación en dicha especialidad y que no poseen los medios o la voluntad de trasladarse a la ciudad de La Plata, además funciona una sede de la universidad privada siglo XXI denominada por esa alta casa de estudios Centro de Aprendizaje Universitario (CAU) destinada a estudiantes que pueden pagar, u obtener becas, por su educación universitaria. Además hay institutos terciarios que ofrecen diferentes especialidades para la formación profesional de los estudiantes radicados en la localidad.

### Medios de comunicación
Funcionan en la ciudad varias emisoras de FM, se editan semanarios El servicio de televisión por cable lo ofrece la empresa La Capital Cable permitiendo el acceso a todos los canales de aire de la Capital Federal, los de Mar del Plata y a otras señales de diferentes temáticas. Posee además una repetidora del canal 10 de Mar del Plata ofreciendo acceso gratuito a todos los ciudadanos a la programaciòn de esa emisora.

## Transporte

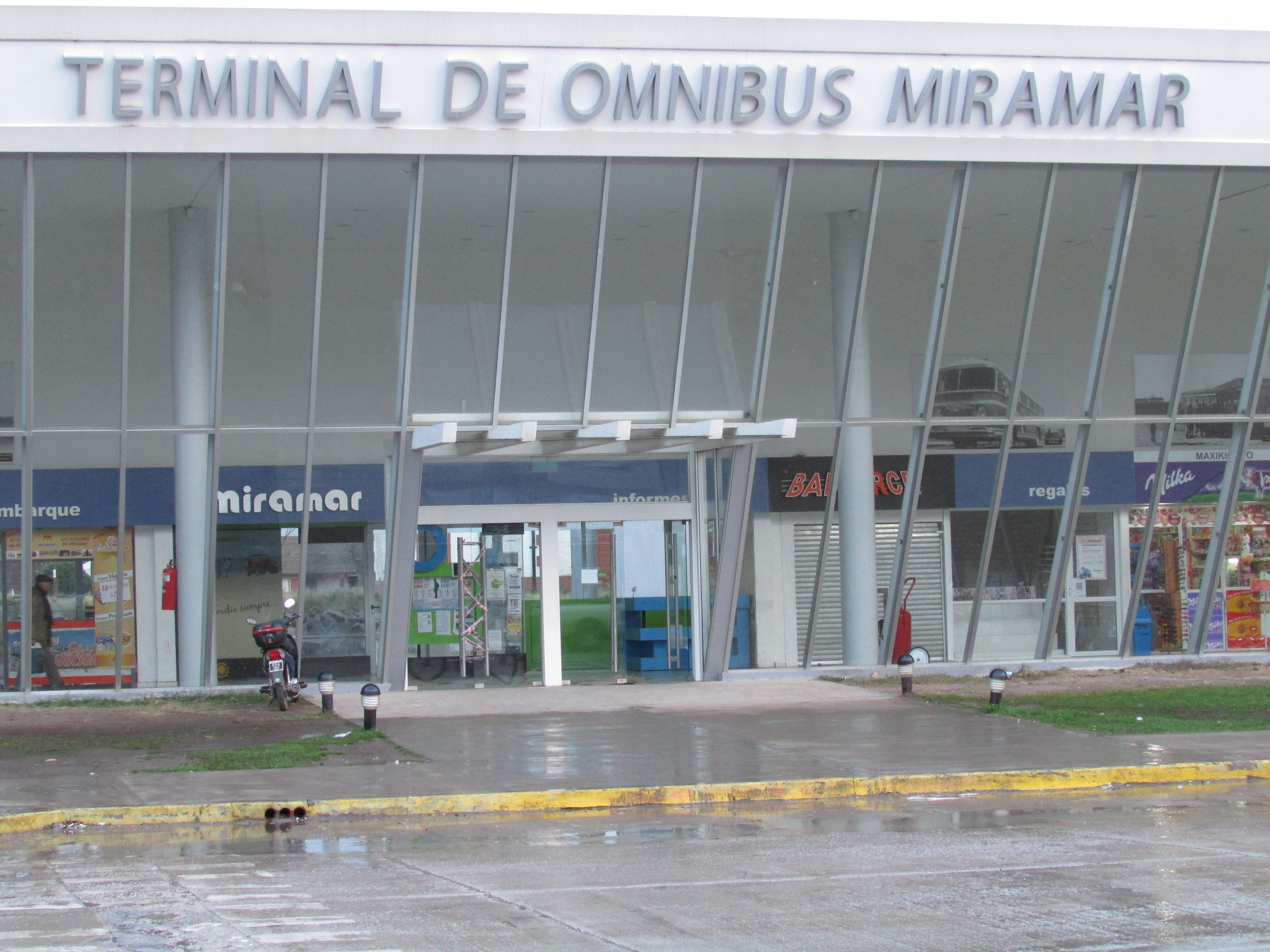
Terminal de ómnibus de Miramar.

La ciudad de Miramar cuenta con una terminal de ómnibus, inaugurada en 2011. Se encuentra ubicada en la Avenida 40, lindera a la estación ferroviaria (actualmente fuera de servicio). En ella operan cuatro empresas de colectivos que ofrecen viajes hacia distintos puntos de la Costa Atlántica, el Gran Buenos Aires y las principales capitales provinciales. Además, los distintos puntos de la ciudad se encuentran conectados por diversas empresas de Remís y taxis.

En octubre de 2015 se dio a conocer que una nueva empresa de transporte colectivo estaba realizando los trámites para ofrecer un recorrido desde Mar Chiquita, hasta la ciudad, pasando por Mar del Plata. Además, este recorrido se ampliaría con un circuito urbano que recorrería los principales puntos del centro y la periferia de Miramar. 

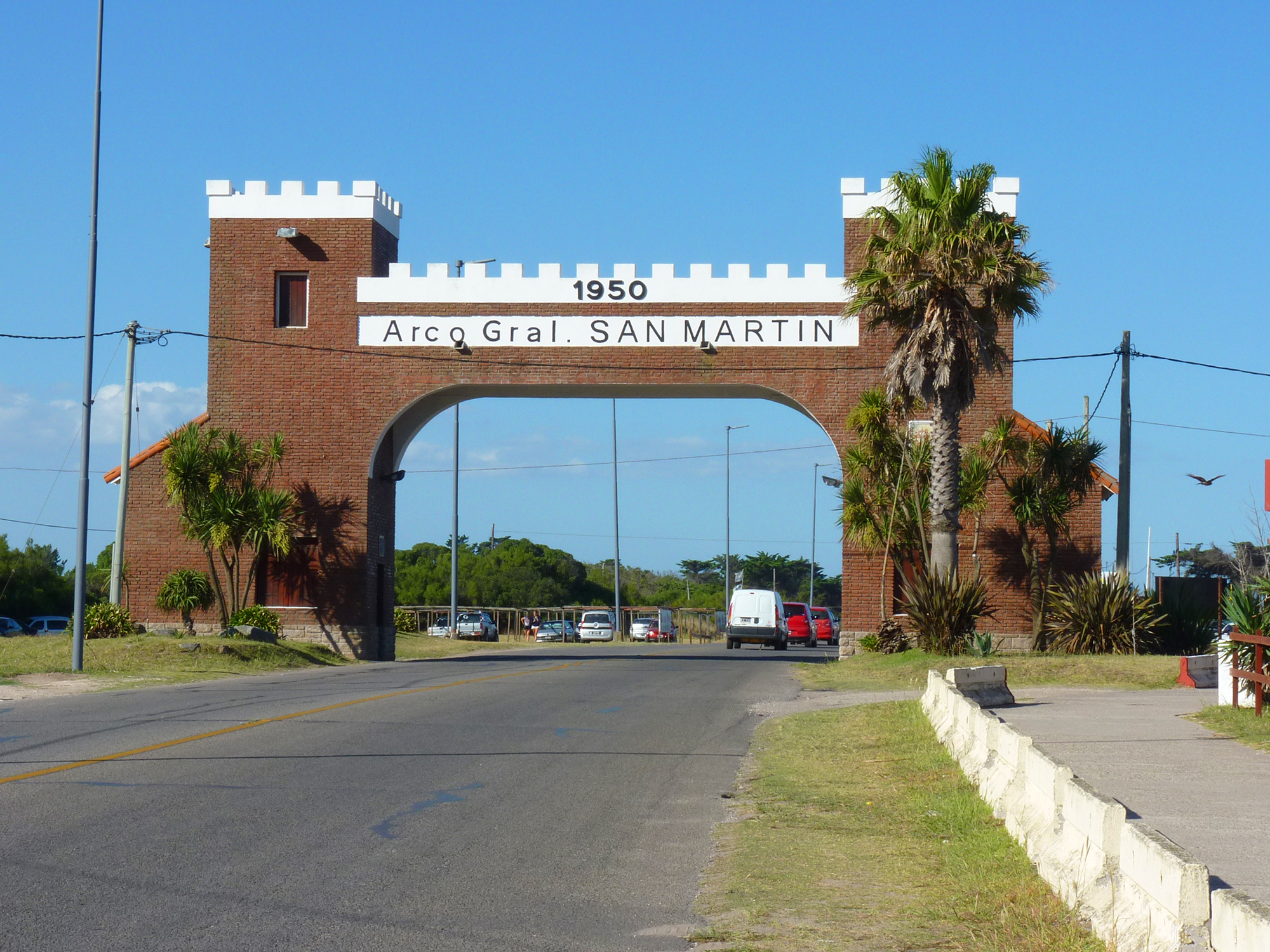
Arco conmemorativo por cumplirse 100 años del fallecimiento del Gral. José de San Martín. Realizado por el escultor Manuel de Llano en 1950. Se emplaza sobre la Ruta Provincial 11 en la entrada a la ciudad.

### Accesos
Miramar tiene dos accesos principales. Por un lado, la Ruta Provincial 11. Atraviesa la ciudad de noreste a suroeste por la costa, conectándola con las ciudades de Mar del Plata, Santa Clara del Mar, Villa Gesell, Pinamar y el Partido de La Costa. Por otro lado está la Ruta Provincial 77, que atraviesa la ciudad de noroeste a sudeste y empalma con la Ruta Provincial 88, conectando así a Miramar con Mar del Plata, Otamendi, Mechongué y Necochea.

### Transporte público
La empresa Excursiones del Sur tiene la concesión del servicio de colectivos de la ciudad ofreciendo dos recorridos, una desde el Vivero Municipal y otra desde Bristol, con paradas en todas las esquinas de los recorridos, que circulan entre las 6:45 AM y las 19:00 PM. El tiempo total estipulado de cada recorrido es de cincuenta minutos contando el servicio con hasta tres vehículos circulando según la demanda.
Excursiones del Sur explota la línea comunal Nº501, mientras que la línea comunal Nº500 fue explotada hasta el 5 de marzo de 2017 por la histórica "Expreso Mar del Sud", quien por más de 5 décadas uniera esa ciudad con Miramar, también llegando con otro recorrido al Bosque Energético. A partir del 6 de marzo de 2017, la Línea 500 es operada por "Costa Azul", empresa que nuclea también la línea 221 que desde mediados de 2017 una a la ciudad de Miramar con Santa Clara del Mar. La empresa "Costa Azul" es propiedad del Grupo marplatense "Transportes 25 de Mayo".